# Mitsuo Fuchida
Mitsuo Fuchida 淵田美津雄 (3 de desembre de 1902 – 30 de maig de 1976) va ser un  Kaigun Taisa (capità) del Servei Aeri de la Marina Imperial Japonesa i un as de l'aviació de la Marina Imperial Japonesa durant la Segona Guerra Mundial. Possiblement és recordat sobretot per comandar la primera onada de l'atac a Pearl Harbor el 7 de desembre de 1941. Allà, Fuchida va ser el responsable de la coordinació de tot l'atac aeri, treballant directament sota les ordres del Kaigun Chūjō Chuichi Nagumo.
Després de la guerra i de la derrota del Japó es convertí al cristianisme, considerant-se un missioner fins a la seva mort.

## Biografia
Mitsuo Fuchida va néixer a la prefectura de Nara, al Japó. Ingressà a l'Acadèmia Naval Imperial Japonesa a Etajima (Hiroshima) el 1921, sent company i amic de Minoru Genda, descobrint el seu interès cap a l'aeronàutica. Especialitzat en el bombardeig horitzontal, Fuchida assolí tal nivell que va ser nomenat instructor. Considerat com un dels pilots més hàbils del Japó, adquirí experiència de combat durant les operacions aèries a la Xina a finals dels 30. Va ser promogut a Kaigun Shōsa, i acceptat el seu ingrés a l'Acadèmia Naval de Guerra. Fuchida s'uní al portaavions Akagi el 1939 com a comandant de vol. En aquells moments ja era un pilot experimentat amb més de 3.000 hores de vol.

### Segona Guerra Mundial
El diumenge 7 de desembre de 1941, una flota japonesa a les ordres de l'almirall Nagumo, consistent en 6 portaavions amb 423 avions van atacar la base estatunidenca de Pearl Harbor, a l'illa hawaiana d'Oahu. A les 6:00, la primera onada, consistent en 183 bombarders i caces japonesos, va enlairar-se dels portaavions situats a 230 milles al nord d'Oahu. A les 7:20 Fuchida, comandant d'aquesta primera ala, encapçalà la passada cap al sud de l'illa pel costat oriental, dirigint-se a l'oest i volant pel costat sud fins a passar la ciutat de Honolulu. Creia que la seva arribada no havia estat detectada, però els dos operaris del radar situar a la punta nord de l'illa van detectar una gran formació aèria que s'apropava, però va ser confosa amb una formació de bombarders americans que venien des de California.
Mentrestant, Fuchida havia ordenat Tenkai (prendre posicions d'atac), i a les 07:40, veien el port de Pearl Harbor en calma, llançà des del seu bombarder una bengala verda, el senyal per atacar. A les 07:49, ordenà al seu operador de ràdio, Norinobu Muzuki, que enviés el senyal "To, To, To" (Totsugeskiseyo, carregar) al seu avió. El pilot de Fuchida, tinent Mitsuo Matsuzaki, guià el B5N cap a Barber's Point. A les 07:53, Fuchida ordenà a Mizuki que enviés a l'Akagi el senyal Tora! Tora! Tora! (en japonès, Tora significa Tigre; però en aquest cas, To és la síl·laba inicial de突撃 totsugeki, que significa "atac", i ra és la síl·laba inicial de雷撃 raigeki, atac de torpedes). El missatge significava que s'havia aconseguit la sorpresa total.
La primera onada japonesa, consistent en 51 bombarders en picat D3A, 50 bombarders d'alta alçada B5N i 43 caces Zero, inicià l'atac. Mentre que els avions de la primera onada tornaven al portaavions, Fuchida continuà sobre l'objectiu per tal de comprovar els danys i observar l'atac de la segona onada. Tornà al portaavions després que la segona onada completés la missió.
Després de tornar de Pearl Harbor, Fuchida inspeccionà el seu B5N i trobà 20 grans impactes de bala, així com que el control principal també estava danyat. Tot i que no era religiós, aquest va ser el primer d'una sèrie d'incidents propers a la mort que li feren pensar en què potser hi havia alguna cosa observant-lo. L'èxit de l'atac el convertí en un heroi nacional, arribant a concedir-se-li una audiència amb l'Emperador Hirohito.
El 19 de febrer, Fuchida encapçalà la primera de les dues onades de 188 avions que van devastar la ciutat de Darwin. A l'abril comandà diversos atacs aeris des de portaavions contra l'illa de Ceilà, on se situava el quarter general de la Flota Oriental britànica, (atac que Winston Churchill descrigué com el moment més perillós de la guerra.
Al juny va resultar ferit durant la batalla de Midway mentre que es trobava al pont del Akagi, incapaç de volar a causa d'una apendicitis pocs dies abans de la batalla. Després que l'Akagi fos tocat pels bombarders americans, els incendis s'estengueren per tot el vaixell. Quan les flames bloquejaren l'entrada del pont, els oficials van ser evacuats mitjançant una corda, i mentre que Fuchida baixava, una explosió el llançà a terra i es trencà ambdós turmells.
Després de la recuperació, va passar la resta de la guerra com a oficial d'estat major. Fuchida va estar a Hiroshima el dia abans que es llancés la bomba atòmica, assistint a una conferència militar d'una setmana de durada amb l'Exèrcit. Va rebre una trucada del Quarter General de la Marina demanant-li que tornés a Tokyo, i tornà a Hiroshima l'endemà del bombardeig en una comissió enviada per examinar els danys causats per la bomba. Posteriorment, tots els companys de l'expedició van morir a causa de l'enverinament radioactiu, però Fuchida no mostrà cap símptoma.

### Activitats de postguerra
Després de la guerra, Fuchida va ser cridat per testimoniar en els judicis pels Crims de guerra japonesos. Això l'enfurismà, perquè creia que tot allò no era gaire més que la justícia dels guanyadors. Convençut que els americans havien amenaçat als japonesos de la mateixa manera, a la primavera de 1947, Fuchida va anar al port d'Uraga (Yokosuka) per trobar-se amb un grup de presoners de guerra japonesos. Es va sorprendre de trobar al seu antic enginyer de vol, Kazuo Kanegasaki, que es creia mort a Midway. Quan Fuchida parlà amb ell, Kanegasaki li explicà que no havia patit tortures ni abusos, davant la decepció de Fuchida. Després, li explicà que una noia els havia tractat amb l'amor i el respecte més profunds, tot i que els seus pares, missioners, havien sigut morts pels soldats japonesos a l'illa de Panay (Filipines).
Per Fuchida això era inexplicable, perquè si bé el codi del Bushido no permetia la venjança, era responsabilitat d'aquell que se sabia ofès revenjar-se per restaurar l'honor. L'assassinat dels propis pares hauria de fer-la en enemiga de per vida. Fuchida va obsessionar-se a comprendre com algú podia tractar als seus enemics amb amor i perdó.
A la tardor de 1948, Fuchida passava per l'estàtua de bronze de Hachiko, a l'estació Shibyta, quan li donaren un fulletó sobre la vida de Jacob DeShazer, un participant de l'atac de Doolittle que va ser capturat pels japonesos després que el seu B-25 hagués caigut sobre Xina després de quedar-se sense combustible. Al fulletó "Vaig ser Presoner del Japó", l'ex Sergent Bombarder de la USAAF Jacob DeShazer, explicava la seva història d'empresonament, tortura i esperança en Déu. La curiositat de Fuchida cap al cristianisme augmentà, però no podia trobar cap Bíblia al Japó de post-guerra, i no va ser fins un any després en què en va poder comprar una al mateix lloc. A la tardor, mentre la llegia, va entendre per primer cop com aquella noia havia pogut perdonar als seus enemics i donà els seus primers passos per fer-se cristià. Al maig de 1950 es trobà per primer cop amb Jacob DeShazer, fent-ho com amics.
El 1951, juntament amb un col·lega, publicà un llibre sobre la batalla de Midway, però des del punt de vista japonès. El 1952 anà als Estats Units com a membre de l'Exèrcit Mundial de Missioners Cristians dels Pilots del Cel, i passà la resta de la seva vida predicant el que Déu havia fet per ell per tot el món.
Al febrer de 1954, el Reader's Digest publicà la història de Fuchida de l'atac a Pearl Harbor; i posteriorment escriuria i col·labortia en diversos llibres més.
Va morir per complicacions causades per la diabetis a Kashiwara, prop d'Osaka el 30 de maig de 1976.
Va ser interpretat per Takahiro Tamura a la pel·lícula Tora! Tora! Tora! de 1970, sobre l'atac a Pearl Harbor.